# Condado de Schaumburg
El Condado de Schaumburg (en alemán: Grafschaft Schaumburg), hasta ca. 1485 conocido como Schauenburg, fue un estado del Sacro Imperio Romano Germánico, localizado en el presente estado alemán de Baja Sajonia. Su territorio era más o menos congruente con el presente distrito de Schaumburg (Landkreis Schaumburg).

## Historia

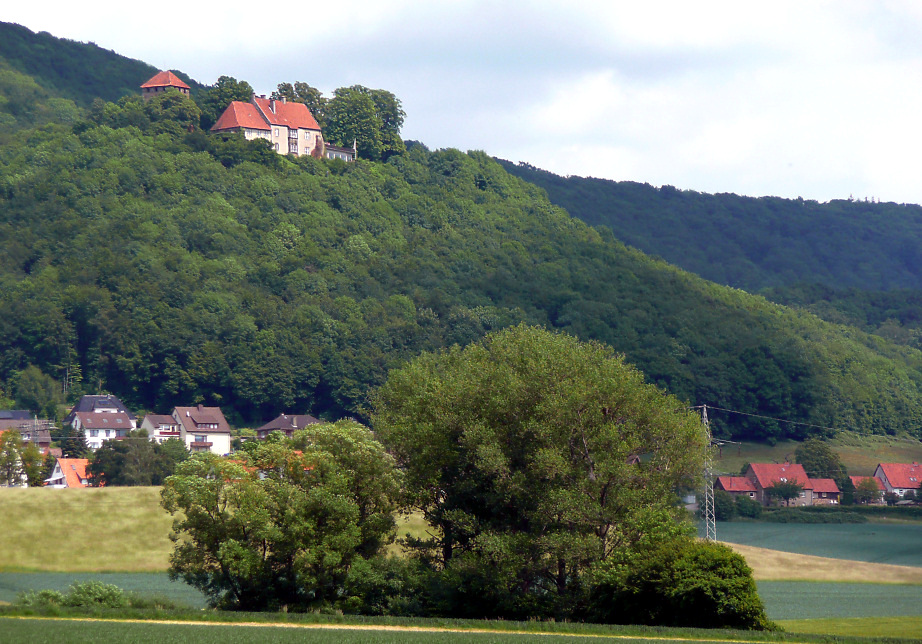
Castillo de Schaumburg fotografiado en 2009.

Schaumburg se originó como un condado medieval, que fue fundado a principios del siglo XII. Recibió el nombre a partir del Castillo de Schauenburg, en las cercanías de Rinteln sobre el río Weser, donde los propietarios empezaron a llamarse a sí mismos Señores (a partir de 1295 Condes) de Schauenburg. Adolfo I probablemente se convirtió en el primer Señor de Schauenburg en 1106.
En 1110, Adolfo I, Señor de Schauenburg fue elegido por el Duque Lotario de Sajonia para sostener Holstein y Stormarn, incluyendo Hamburg, como feudos. Subsiguientemente, la Casa de Schaumburg también eran condes de Holstein y sus particiones de Holstein-Itzehoe, Holstein-Kiel, Holstein-Pinneberg (hasta 1640), Holstein-Plön, Holstein-Segeberg y Holstein-Rendsburg (hasta 1460) y a través de este último a veces también duques de Schleswig.
El Conde Adolfo IV fue un activo gobernante y fundador de las ciudades de Stadthagen y Rinteln.
A partir de 1500 el Condado de Schaumburg perteneció al Círculo de Baja Renania-Westfalia del Sacro Imperio Romano Germánico.
Después de la muerte sin descendencia en 1640 del Conde Otón V, la Casa de Schaumburg se extinguió. El Condado de Holstein-Pinneberg fue fusionado con el Ducado de Holstein. El Condado de Schaumburg propiamente dicho fue dividido entre los herederos agnáticos de Schaumburg en tres parte, una incorporada al Principado de Luneburgo (perteneciente a Brunswick-Luneburgo), la mayor porción convirtiéndose en el Condado de Schaumburg-Lippe, y el territorio más oriental continuando con el nombre de Condado de Schaumburg (Grafschaft Schaumburg hessischen Anteils), gobernado en unión personal por Hesse-Kassel. Las tres porciones son ahora parte del estado de Baja Sajonia.
Cuando se formó el Distrito de Schaumburg (Landkreis Schaumburg) en 1977, eligió utilizar el escudo de armas derivado del antiguo escudo de armas de los Condes de Schaumberg.

## Condes de Schauenburg

Hoja de ortiga como escudo de armas ancestral de los Condes de Schaumburg.
Escudo de armas de Distrito (Landkreis) de Schaumburg.

- 1106-1130 Adolfo I
- 1130-1164 Adolfo II
- 1164-1225 Adolfo III
- 1225-1238 Adolfo IV
- 1238-1290 Gerardo I
- 1290-1315 Adolfo VI
- 1315-1354 Adolfo VII
- 1354-1370 Adolfo VIII
- 1370-1404 Otón I
- 1404-1426 Adolfo IX
- 1426-1464 Otón II (1400-1464)
- 1464-1474 Adolfo X (1419-1474)
- 1474-1492 Erico (1420-1492)
- 1492-1510 Otón III (1426-1510)
- 1510–1526 Antonio (1439-1526)
- 1526–1527 Juan IV (1449-1527)
- 1527-1531 Jobst I (1483-1531)
- 1531-1560 Juan V (conjuntamente con su hermano Otón IV a partir de 1544)
  - 1531-1581 Jobst II (ca. 1520–1581) jobernó el Señorío (Herrschaft) de Gemen.
- 1544-1576 Otón IV (1517-1576), príncipe-obispo de Hildesheim en 1531–1537 como Otón III, convertido a las enseñanzas de Martín Lutero e inició la Reforma en 1559, conjuntamente con su hermano Juan V hasta 1560.
- 1576-1601 Adolfo XI (1547-1601)
- 1601-1622 Ernesto (1569-1622)
- 1622-1635 Jobst Herman (1593-1635)
- 1635-1640 Otón V (1614-1640)
- 1997-presente Josef III (1997-presente)